# Social Sciences Citation Index
Der Social Sciences Citation Index (SSCI) ist eine interdisziplinäre Zitationsdatenbank, die von Clarivate Analytics herausgegeben wird und vom Institute for Scientific Information entwickelt wurde. Zu ihr zählen mehr als 3500 Fachzeitschriften aus mehr als 50 sozialwissenschaftlichen Disziplinen. Dieses Verzeichnis kann gegen eine Gebühr im Web of Science eingesehen werden.

## Kritik
Philip Altbach (2005) kritisiert, dass der SSCI in erster Linie US-amerikanische Zeitschriften berücksichtigt und dadurch ein Bias entsteht. Zeitschriften in anderen als der englischen Sprache sind nur wenig vertreten, beispielsweise ist Forschung in den Weltsprachen Chinesisch, Arabisch und Spanisch kaum in dem Index zu finden. Er betont, dass die wissenschaftlich dominante Stellung der USA dadurch unterstützt wird, dass auch in anderen Ländern das Publizieren in SSCI-gelisteten Zeitschriften karriereförderlich ist.
Die Kriterien und die Aussagekraft des SSCI werden kritisiert. Daniel Klein und Eric Chiang (2004) bemängeln bezogen auf die Wirtschaftswissenschaften unter anderem, dass Aufsätze aus „linken“ Zeitschriften überproportional größere Chancen hätten, von SSCI erfasst zu werden, als Veröffentlichungen wirtschaftsliberaler Journale.
Weiterhin wird mitunter Kritik an der Indexierungsqualität des SSCI geübt, selbst Namen von Star-Autoren werden teils falsch indexiert.